# Holochlora venosa
Holochlora venosa är en insektsart som beskrevs av Carl Stål 1873. Holochlora venosa ingår i släktet Holochlora och familjen vårtbitare. Inga underarter finns listade i Catalogue of Life.